# Ivybridge (stacja kolejowa)
Ivybridge – węzłowa stacja kolejowa w mieście Ivybridge, w hrabstwie Devon na linii kolejowej Exeter - Plymouth o znaczeniu lokalnym. Wybudowana kosztem 280 tys. funtów i odtworzona na nowo w roku 1994. Poprzednią stację, położoną na wschód od obecnej, zamknięto w roku 1965. Obecna stacja miała być przystankiem typu park and ride dla Plymouth w oparciu o drogę krajową A38 i nowo wybudowany 100-miejscowy parking. Stacja bez sieci trakcyjnej.

## Ruch pasażerski
Stacja w Ivybridge obsługuje 66 764 pasażerów rocznie (dane za okres od kwietnia 2021 do marca 2022). Posiada bezpośrednie połączenia z następującymi większymi miejscowościami: Bristol, Londyn, Penzance, Plymouth, Torquay. 

## Obsługa pasażerów
Automaty biletowe, wiaty, rozkład jazdy.